# Решетниково (Сокольский район)
Решетниково — деревня в Сокольском районе Вологодской области.
Входит в состав Нестеровского сельского поселения, с точки зрения административно-территориального деления — в Нестеровский сельсовет.
Расстояние по автодороге до районного центра Сокола — 36,5 км, до центра муниципального образования Нестерова — 5,5 км. Ближайшие населённые пункты — Борщево, Копосиха, Марфинское, Копытово, Панютино.
По данным переписи в 2002 году постоянного населения не было.